# Horisme laurinata
Horisme laurinata là một loài bướm đêm trong họ Geometridae.